# ني (لاعب كرة قدم)
ني (بالبرتغالية: Claudinei Cardoso Félix da Silva‏) هو لاعب كرة قدم برازيلي في مركز الدفاع، ولد في 6 ديسمبر 1985 في براغانكا باوليستا في البرازيل. لعب مع أتلتيكو باراناينسي وريد بل براغانتينو ونادي إنترناسيونال ونادي بونتي بريتا ونادي فاسكو دا غاما ونادي كورينثيانز.

## وصلات خارجية
- ني (لاعب كرة قدم) على موقع الاتحاد الدولي (مؤرشف)  (الإنجليزية)
- ني (لاعب كرة قدم) على موقع قاعدة بيانات كرة القدم.إي يو (الإنجليزية)
- ني (لاعب كرة قدم) على موقع Soccerway.com (الإنجليزية)